# Stadion PMFC
El Stadion PMFC es un estadio de fútbol ubicado en la ciudad de Pécs en Hungría y actualmente es la sede del Pécsi MFC.

## Historia
Fue inaugurado en 1955 con capacidad para 7000 espectadores y está asociado con la minería de uranio en la ciudad, actualmente tiene la categoría 1 por la UEFA y en ocasiones se le conoce como Újmecsekaljai stadion por el distrito donde está edificado.

## Selección nacional
Hungría jugó por primera vez en el estadio en una derrota por 0-2 ante Croacia en un partido amistoso jugado el 8 de mayo de 2002.